# Unkana heitonis
Unkana heitonis är en insektsart som beskrevs av Matsumura 1935. Unkana heitonis ingår i släktet Unkana och familjen sporrstritar. Inga underarter finns listade i Catalogue of Life.